# Khalil Taha
Khalil Whede Taha (in arabo خليل طه‎?; Beirut, 5 giugno 1932 – Venice, 27 luglio 2020) è stato un lottatore libanese, specializzato nella lotta greco-romana.

## Palmarès

### Olimpiadi
- Bronzo a Helsinki 1952 nei pesi welter.